# Iglesia de San Sebastián (Higuera de la Sierra)
La iglesia de San Sebastián situada en la plaza de la Constitución, 8 de Higuera de la Sierra (Provincia de Huelva, España), construida sobre el solar de la antigua Ermita de San Sebastián, fue terminada en 1746 y es un claro ejemplo de la arquitectura religiosa onubense del siglo XVIII, período que ha sido definido como la Edad de Oro de la arquitectura de la provincia por la cantidad y riqueza de sus construcciones. 
El inmueble es el principal hito arquitectónico y urbanístico de la población, contribuyendo con sus formas a singularizar la imagen urbana de la localidad. Alberga la imagen de la patrona de Higuera de la Sierra en Pentecostés.
Gran parte del valor artístico que posee la Iglesia procede del conjunto de retablos que alberga en su interior, la mayor parte de los mismos realizados de forma casi coetánea al edificio, lo cual hace que mantengan con éste un acertado diálogo y conjunción estilística. Todos ellos fueron realizados en la segunda mitad del siglo XVIII, y algunos, caso del retablo Mayor, en los años inmediatamente posteriores a la terminación del templo en 1746.
Es Bien de Interés Cultural, con categoría de Monumento.

## Descripción
La iglesia presenta planta de una sola nave con capillas entre contrafuertes. Un ensanchamiento ante el presbiterio que no sobresale en planta, funciona como crucero. La fachada principal se encuentra situada a los pies del templo y la torre en el ángulo suroeste sobresaliendo de la planta. La cabecera es poligonal sin gran resalte y a ella se adosan la antesacristía y la sacristía en disposición transversal con respecto a la nave.
La fachada principal se configura como un gran muro liso, cuya parte central superior prolonga su hastial en forma de semicírculo bajo el que se encuentra un óculo abocinado. La portada consta de un vano adintelado, flanqueado por pilastras que sustentan un entablamento de líneas quebradas y se remata con frontón triangular coronado a su vez por tres pequeños pináculos apiramidados.
La torre, de planta cuadrada, está compuesta por dos cuerpos, el primero, de paramentos lisos, se prolonga en altura hasta las cubiertas del edificio; el superior o de campanas muestra en cada cara un vano de medio punto flanqueado por parejas de pilastras sobre plintos que sustentan el entablamento y una pequeña cornisa. El conjunto se remata con chapitel hexagonal recubierto de azulejos polícromos y coronado con cruz de forja. 
En la fachada lateral, situada en el muro sur, se abre una segunda portada, de líneas más sencillas que la principal, también adintelada, con pilastras adosadas, entablamento y frontón curvo roto, en cuyo centro se ubica una pilastra de líneas sinuosas rematada a su vez por un pequeño frontón curvo. 
Las cubiertas al exterior son de teja de cerámica vidriada, las de la nave a dos aguas y las del cimborrio, más elevadas, de ocho paños curvos. El interior de la nave está cubierto con falsa bóveda de cañón reforzada con arcos fajones y lunetos. El pseudocrucero se cubre con una gran cúpula sobre pechinas dotada de nervios resaltados que la subdividen en ocho segmentos. 
El presbiterio, algo más elevado, se cubre con bóveda de cuarto de esfera. En los muros laterales, los arcos fajones se prolongan hasta el suelo mediante pilastras adosadas al muro, corriendo sobre ellas una cornisa en todo el perímetro de la nave. Entre las pilastras se abren arcos de medio punto de acceso a las capillas laterales. A los pies se sitúa el coro elevado sobre un gran arco escarzano.

## Retablos

### Retablo mayor
Durante la segunda mitad del siglo XVIII fue engrosando su número de bienes muebles, realizándose el mismo año de su bendición el Retablo Mayor, de madera tallada, dorada y policromada, obra del gran escultor barroco Benito de Hita y Castillo. Se asienta sobre un sotobanco de mármoles polícromos y está estructurado por un banco, dos cuerpos y ático, con cinco calles separadas por estípites y todo profusamente decorado por hojarasca, veneras, volutas, placas recortadas y molduras quebradas que emergen con sus volúmenes dorados sobre un fondo pintado de color verde. Atlantes y querubines complementan el repertorio al margen de las figuras principales. La calle principal aparece constituida por una sucesión en altura de tres hornacinas. En la primera se encuentra la imagen de San Sebastián, tallada en madera, realizada por Sebastián Santos Rojas en 1942 para sustituir a la anterior, destruida en los sucesos revolucionarios de 1936. En la segunda hornacina, la imagen de la Virgen del Rosario o del Olvido, escultura manierista realizada por Amaro Vázquez en 1618, de madera tallada, dorada y policromada, presidía el retablo de la iglesia anterior a la actual edificación. La tercera hornacina está ocupada por un Crucificado, de estilo barroco de la misma época que el retablo. También de este momento son los tondos en altorrelieve con los bustos de cuatro doctores de la Iglesia, San Basilio, San Juan Crisóstomo, San Agustín y San Gregorio Magno y la figura de Dios Padre del remate. Otras esculturas del retablo, las de San Pedro, San Pablo, San Juan Bautista y San Juan Evangelista, también fueron realizadas en 1957 por Sebastián Santos.

### Retablo de la Inmaculada
Situado en el crucero, en el testero del lado del Evangelio, está ubicado el Retablo de la Inmaculada Concepción, construido para la Iglesia en la segunda mitad del siglo XVIII, de madera dorada y policromada. Se trata de un retablo hornacina de dos cuerpos. En la hornacina principal se encuentra una imagen de la Inmaculada en bulto redondo, de estilo barroco, tallada en madera, estofada, dorada y policromada, de la segunda mitad del XVIII, del círculo de Duque Cornejo. En la hornacina superior, una escultura de San Antonio de la misma época del retablo.

### Retablo de la Virgen del Rosario
Presidiendo el brazo izquierdo del crucero está situado el Retablo de la Virgen del Rosario, compuesto por un cuerpo de tres calles en las que se ubican hornacinas separadas por estípites y ático, todo realizado en madera tallada y dorada, decorado con rocallas, roleos, elementos vegetales, etc., según el estilo barroco de la segunda mitad del XVIII. Está atribuido a Bernardo Francisco, Juan González y Diego Rosales. En la hornacina central se encuentra la imagen titular, la Virgen del Rosario, de madera, estofada y policromada, del círculo de Benito Hita del Castillo. En las laterales hay dos pequeñas imágenes, una del Niño Jesús y otra de San Ramón Nonnato.

### Retablo de la Virgen de la Soledad
En la primera capilla desde la cabecera en el lado del Evangelio se encuentra el Retablo de la Virgen de la Soledad, retablo hornacina de un solo cuerpo, decorado con estípites y rocallas. En el sotobanco, una urna con la imagen de Cristo Yacente de época del retablo. En la hornacina, una imagen de candelero de la Virgen de la Soledad de la misma época. En la segunda capilla desde la cabecera, en el lado del Evangelio, el Retablo de la Piedad, de estilo barroco, realizado en 1793 por Diego Meléndez. La hornacina central está ocupada por el grupo escultórico de la Virgen de la Piedad, realizada en la misma fecha por Manuel García Santiago.

### Retablo del Santo Ángel de la Guarda
En la tercera capilla desde la cabecera, en el mismo lado, el Retablo del Santo Ángel de la Guarda, compuesto por banco, un cuerpo de tres calles y ático, es de estilo barroco de la segunda mitad del XVIII. En el testero del crucero del lado de la Epístola está situado el Retablo de San José de la segunda mitad del XVIII y de estilo barroco. Se compone de banco, un cuerpo con tres calles separadas por estípites y ático. En la hornacina central, la imagen de San José de la misma época del retablo.

### Retablo de San Ildefonso
En el muro derecho del crucero, se ubica otro Retablo barroco, de las mismas características que los anteriores. Es de madera tallada y dorada, con elementos de rocalla y estípites. En el ático se aprecia un relieve de la Imposición de la Casulla a San Ildefonso, realizado en la misma época del retablo. La hornacina central alberga actualmente una imagen moderna del Sagrado Corazón sin interés artístico. En la primera capilla de la cabecera del lado de la Epístola está ubicado el Retablo de la Virgen del Carmen, también del XVIII y compuesto de banco, un cuerpo de tres calles y ático. En la calle central se superponen dos hornacinas, la inferior más pequeña, alberga la imagen de Santa Bárbara, de Sebastián Santos, y la superior la imagen de candelero de la Virgen del Carmen, del siglo XVIII.

### Retablo de María Auxiliadora
En la primera capilla desde los pies, en el muro de la Epístola, se encuentra el Retablo de María Auxiliadora, de estilo barroco de la segunda mitad del XVIII. En la única hornacina se encuentra la imagen de María Auxiliadora, realizada en 1952 por Sebastián Santos.

### Retablo de la Virgen Milagrosa
A los pies, junto a la puerta, en el muro de la Epístola, otro retablo barroco, compuesto por un cuerpo y tres calles, separadas por estípites, contiene dos puertas flanqueando el altar que cierran el acceso a la torre. En la hornacina está colocada una imagen de la Virgen Milagrosa sin interés artístico.